# Freie Assoziation
Die freie Assoziation, auch freies Assoziieren oder Methode der freien Einfälle genannt, ist eine Methode der psychoanalytischen Selbsterfahrung und Therapie, wie sie ursprünglich von Sigmund Freud entwickelt wurde. Der Analysand soll seinen Einfällen (Assoziationen) zu Personen, Ereignissen, Träumen und Dingen oder Symbolen völlig freien Lauf lassen, ohne seine Äußerungen zu zensieren, auch wenn sie ihm als unpassend, unangenehm, sittenwidrig, unsinnig oder unwichtig erscheinen.
Die freie Assoziation ist in der Freud’schen Behandlungstechnik die sogenannte Grundregel und die einzige unentbehrliche Methode, um das Unbewusste zu erforschen – sofern ihr der Psychoanalytiker mit seiner „frei schwebenden Aufmerksamkeit“ begegnet und zu einer Deutung findet. Die „Grundregel“ stellt mit der „Traumdeutung“ und der „Analyse der Fehlleistungen“ die drei wichtigsten technischen Mittel der klassischen Psychoanalyse dar.

## Hintergrund
Die Entdeckung des freien Assoziierens geht auf eine Beobachtung Freuds zurück, die er im Zuge der Behandlung einer neurotischen Patientin machte. Er erkannte Zusammenhänge zwischen den ihm zunächst unverständlich und verwirrt anmutenden Phantasien der Patientin und ihrer Krankheitsproblematik. Nach und nach erprobt und erweitert, ließ sich das freie Assoziieren schließlich methodisch anwenden.
Hinter der Bedeutung des freien Assoziierens steht die Theorie Freuds, dass ein großer Teil dessen, was ein Mensch denkt, sagt, tut und empfindet, durch das Unbewusste bestimmt ist. Unbewusste Regungen, zum Beispiel verdrängte oder abgewehrte Gefühle oder Triebe, unterliegen im Alltag gewöhnlich einer nicht bewussten „Selbstzensur“ durch das Ich und das Über-Ich, die in der Regel ein zweifaches Ziel hat:
- die Konfrontation mit verdrängten, zum Beispiel schmerzhaften und traumatischen oder das Selbstwertgefühl bedrohenden Gefühlen zu vermeiden
- mögliche Konflikte mit den sittlichen und normativen Ansprüchen der sozialen Umgebung zu verhüten.

Die vielen aus dem Es kommenden nicht geduldeten Triebregungen, Affekte, Erinnerungen, Vorstellungen, Gedanken und Gefühle, die die psychische Stabilität bedrohen könnten, sowie anderweitig „gefährliche“, zum Beispiel sozial sanktionierte Regungen (wie Aggressionen und sexuelle Wünsche), werden so unter Verschluss gehalten. Diese Gedanken und Gefühle sind nur zum Teil bewusst und werden als innere Phantasien zugelassen, ohne vor Anderen ausgesprochen zu werden. Ein großer Teil davon bleibt dagegen im Unbewussten aktiv und kommt in dessen Bildungen, bzw. Kompromissbildungen (wie beispielsweise Fehlleistungen, Träumen oder neurotischen Symptomen) wieder zum Vorschein, durch einen Vorgang, den Freud „Wiederkehr des Verdrängten“ nannte.
Beim freien Assoziieren wird diese Kontrollfunktion durch eine bewusste Gegenentscheidung des Ichs zumindest tendenziell aufgehoben, und zwar wird die zweite Zensur (zwischen dem Bewussten und dem Vorbewussten) ausgeschaltet, wodurch Zugang zu der Enthüllung der Abwehrmechanismen (Assoziationswiderstand) der ersten Zensur (zwischen dem Vorbewussten und dem Unbewussten) gewonnen werden soll. Ziel ist die Erkenntnis des Unbewussten, die das Zentrum der psychoanalytischen Therapie bildet. Andere klassische Methoden der Psychoanalyse, Zugang zum Unbewussten zu erlangen, sind die Traumdeutung oder auch die Analyse von Fehlleistungen.

## Praxis in der Psychoanalyse
Zu Beginn jeder Analyse wird – ausdrücklich oder stillschweigend – zwischen Analytiker und Analysand ein „Arbeitsvertrag“ in Form einer „Grundregel“ vereinbart, die beinhaltet, dass der Analysand seine Assoziationen vorbehaltlos und ohne bewusste Zensur zur Sprache bringen soll.
Um dann möglichst gut frei assoziieren zu können, sollte gewährleistet sein, dass der Patient sich so entspannt und unbeeinflusst von seiner Umgebung wie möglich dem Assoziieren widmen kann. Hierzu dient das mittlerweile klassisch gewordene, aber nicht zwingend notwendige Setting der Psychoanalyse: Der Patient liegt auf einer Couch, ohne Blickkontakt zu dem meist hinter ihm sitzenden Analytiker zu haben, wodurch sich der Patient unbeobachtet fühlen soll. Auch setzt die liegende, dem Schlafen nachempfundene Position die Muskelspannung des Körpers herab und kann durch ihre entspannende Wirkung das Entstehen tranceähnlicher Zustände sowie insbesondere das Entstehen „innerer Bilder“ fördern.
Freud selbst beschreibt dieses Setting folgendermaßen:
„Ich halte an dem Rate fest, den Kranken auf einem Ruhebett lagern zu lassen, während man hinter ihm, von ihm ungesehen, Platz nimmt.“
An derselben Stelle erklärt Freud weiterhin, dass er das vorteilhafter findet, obwohl dieses Setting ein Überbleibsel der hypnotischen Behandlung ist und für die neue Methode nicht zwingend erforderlich wäre.
Weiterhin beschreibt Freud die Praxis der freien Assoziation (und die Art und Weise, in der das dem Patienten am Anfang mitgeteilt wird) folgendermaßen:
„Ihre Erzählung soll sich doch in einem Punkte von einer gewöhnlichen Konversation unterscheiden. Während Sie sonst mit Recht versuchen, in Ihrer Darstellung den Faden des Zusammenhanges festzuhalten, und alle störenden Einfälle und Nebengedanken abweisen, um nicht, wie man sagt, aus dem Hundertsten ins Tausendste zu kommen, sollen Sie hier anders vorgehen. Sie werden beobachten, dass Ihnen während ihrer Erzählung verschiedene Gedanken kommen, welche Sie mit gewissen kritischen Einwendungen zurückweisen möchten. Sie werden versucht sein, sich zu sagen: Dies oder jenes gehört nicht hier her, oder es ist ganz unwichtig, oder es ist unsinnig, man braucht es darum nicht zu sagen. Geben Sie dieser Kritik niemals nach und sagen Sie es trotzdem, ja gerade darum, weil Sie eine Abneigung dagegen verspüren. Den Grund für diese Vorschrift - eigentlich die einzige, die Sie befolgen sollen - werden Sie später erfahren und einsehen lernen: Sagen Sie also alles, was Ihnen durch den Sinn geht. Benehmen Sie sich so, wie zum Beispiel ein Reisender, der am Fensterplatze des Eisenbahnwagens sitzt und dem im Inneren Untergebrachten beschreibt, wie sich vor seinen Blicken die Aussicht verändert.“
Die Hauptbedingung für freies Assoziieren, das letztlich immer auf einer bewussten Willensentscheidung des Sprechenden basiert, ist jedoch innerhalb einer psychoanalytischen Therapie vor allem eine von Vertrauen geprägte Beziehung zwischen Analytiker und Analysand.

## Freies Assoziieren außerhalb der Psychoanalyse
Die Methode des freien Assoziierens ist auch in nicht-therapeutischen Zusammenhängen verbreitet: So etwa als Teil des Ideenfindungsprozesses im Brainstorming und damit als wichtiger Bestandteil von Kreativität, als „offene Frage“ in Interviews, in der Marktforschung, als Diagnoseinstrument der Psychiatrie (vgl. Rorschachtest) oder als bloßes Unterhaltungsspiel (vgl. z. B. Kippfigur).
Die französischen Surrealisten entwickelten, angeregt durch Freuds Schriften, das automatische Schreiben als künstlerische Technik und nutzten die spontane Notation von Einfällen als Mittel zur Inspiration und Selbsterkenntnis.